# Dennis Praet
Dennis Praet (* 14. května 1994 Lovaň) je belgický profesionální fotbalista, který hraje na pozici středního záložníka za anglický klub Leicester City FC a za belgický národní tým.

## Reprezentační kariéra
Dennis Praet působil v mládežnických reprezentacích Belgie U15, U16, U17, U18, U19 a U21.
V belgickém reprezentačním A-mužstvu debutoval 12. 11. 2014 v přátelském utkání v Bruselu proti reprezentaci Islandu (výhra 3:1).